# Pseudogaurotina splendens
Pseudogaurotina splendens är en skalbaggsart som först beskrevs av Jakovlev 1893.  Pseudogaurotina splendens ingår i släktet Pseudogaurotina och familjen långhorningar. Inga underarter finns listade i Catalogue of Life.